# イスマイリア県
イスマイリア県（イスマイリアけん、アラビア語: محافظة الإسماعيلية、Ismailia Governorate）は、エジプトの県。県都はイスマイリアである。

## 概要
エジプト北東部、スエズ運河西岸中部に広がっている。面積1,442km²、人口942,832人。日本国外務省はイスマイリーヤ県と表記している。現知事は、アハマド・バハーッディーン・エル＝カッサース。

## 隣接する県
- ポートサイド県
- 北シナイ県
- スエズ県
- シャルキーヤ県